# Омега Киля
Омега Киля (ω Car / ω Carinae) — звезда в созвездии Киль. Имея склонение больше 70 градусов к югу от небесного экватора, Омега Киля является самой южной яркой звездой созвездия (имея третью звёздную величину) и является частью известного южного астеризма Бриллиантовый Крест. Звезда имеет и собственное имя на языке одного из народов Микронезии: «Симирам», что на чукейском языке означает «Море, освещённое Солнцем», или «Солнце, сияющее над морем».
ω Киля — бело-голубой гигант с видимым блеском в +3,29. Расстояние до Земли — 370 световых лет. Масса звезды в 6 раз тяжелее Солнца, радиус — почти в 7 раз больше солнечного. Светимость в 535 раз больше солнечной светимости, температура — около 11000 кельвинов.
Из-за прецессии Омега Киля около 5700 года будет играть роль Полярной звезды.

## Интернет-ссылки
- Yale Bright Star Catalog: Омега Киля Архивная копия от 31 января 2011 на Wayback Machine